# Asraltchajrchan uul
Asraltchajrchan uul (mong. Асралт хайрхан уул) – góra położona w Mongolii, w ajmaku centralnym, 60 kilometrów na północ od Ułan Bator. Stanowi najwyższy szczyt w paśmie Chenteju. Wysokość 2799 m.